# Ioan Vasile Savu
Ioan Vasile Savu (n. 2 decembrie 1959) este un deputat român în legislatura 2000 - 2004, din partea Asociației Macedonenilor din România.
A fost trimis în judecată de către Direcția Națională Anticorupție în anul 2006, fiind acuzat de trafic de influență, fals în înscrisuri sub semnătură privată și abuz în serviciu contra intereselor persoanelor. La 10 februarie 2010 a fost condamnat de Judecătoria Sectorului 1 la trei ani de închisoare cu suspendare, pentru corupție.
Procurorii anticorupție au arătat că acesta s-a plimbat în Africa de Sud, în SUA (Las Vegas și New York), în Elveția, în Austria și în Italia pe cheltuiala Ligii Sindicatelor Miniere din Valea Jiului și a Confederației Sindicatelor Miniere din România.
La 13 iulie 2010, Tribunalul București a judecat recursul și a menținut pedeapsa de trei ani pe numele lui Savu, însă nu cu suspendare, ci cu executare.
Dosarul a ajuns la Curtea de Apel București unde, la 22 aprilie 2011, judecătorii au constatat încetarea procesului pe motiv că faptele s-au prescris.

## Legături externe
- Ioan Vasile Savu Arhivat în 24 octombrie 2021, la Wayback Machine. la cdep.ro